# Estación de Jerez-Alcubilla
Jerez-Alcubilla fue una estación de ferrocarril situada en el municipio español de Jerez de la Frontera, en la provincia de Cádiz.

## Historia
De cara a la construcción de la línea Jerez-Bonanza, en el proyecto 1876 estaba previsto levantar una estación de 1.ª categoría que se denominaría «Jerez-Alcubilla». Tras la inauguración del trazado se levantó una estación provisional que, sin embargo, permaneció en servicio durante varias décadas. Esta situación motivó numerosas críticas a la Compañía de los Ferrocarriles Andaluces, propietaria de las instalaciones, que ya entrado el siglo XX terminaría levantando una estación de 2.ª categoría. En 1941, con la nacionalización del ferrocarril de ancho ibérico y la creación de RENFE, la estación pasó a ser gestionada por esta. La línea Jerez-Bonanza fue clausurada al tráfico en 1965, quedando la estación sin servicio. En 1973 el consistorio jerezano solicitó a RENFE la cesión de los terrenos que ocupaban las instalaciones, por verse afectados por el Plan General de Ordenación Urbana de aquella época, siendo finalmente derribada la estación en 1988.